# NGC 113
NGC 113 (również PGC 1656) – galaktyka eliptyczna (E-S0), znajdująca się w gwiazdozbiorze Wieloryba. Odkrył ją Wilhelm Tempel 27 sierpnia 1876 roku.